# Termes de Cluny
Les Termes de Cluny (en francès Thermes de Cluny) són unes antigues termes romanes de París. Tenen una superfície de diverses hectàrees i comprenen una vasta palestra al sud, dedicada als jocs de pilota, i els banys, construcció sobre tres nivells d'una superfície d'aproximadament una hectàrea. El complex termal s'estenia des de l'actual Boulevard Saint-Germain fins a la Rue des Écoles i està englobat en el Musée national du Moyen Âge.

## Història
Les termes van ser construïdes al final del segle ii o al començament del segle iii pels romans a Lutècia, a la riba esquerra del Sena. S'ha cregut molt de temps que havien estat vinculades a la corporació dels nautes parisencs (els barquers), però aquesta hipòtesi s'ha abandonat finalment per manca de proves.
Al segle xiv, els abats de Cluny construeixen el seu palau a les ruïnes de les antigues termes, de les quals una part de les sales els serveixen de pallers. Després construeixen el palau actual, entre 1485 i 1510.
El 1810, la ciutat de París decideix establir un museu de les antiguitats al frigidari i aclareix les termes d'una part de les construccions que s'hi recolzen. El 1844, cedeix les termes a l'Estat, que les associa al Museu de Cluny.

## Els edificis

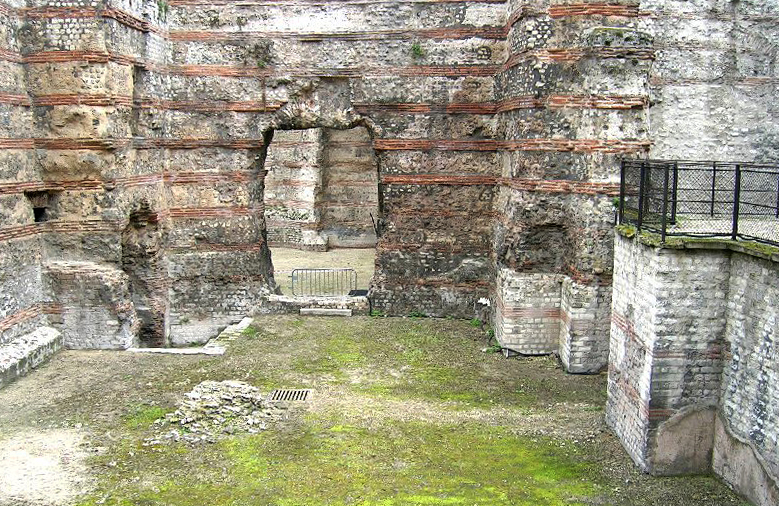
Les termes, vistes des del Boulevard Saint-Michel

### Pla de conjunt
Al sud, l'accés a la palestra es feia per un pòrtic que hauria protegit les botigues que donen al carrer.
Les termes implicaven una part sud construïda sobre hipocausts i una part nord sense calefacció. Uns passadissos laterals dirigien els banyistes des de la palestra fins als vestidors.

### Circuit balneari dels banyistes
El circuit comença pel frigidari, que conté una piscina de poca profunditat (aproximadament 60cm). La seva volta d'aresta, d'una alçada de 14m, és feta de  maó. El terra és de marbre, guarnit de mosaics. Resten als murs algunes plaques d'una decoració negra.
Després el banyista passava a una sala tèbia (tepidari) i, finalment, a una sala amb basses d'aigua calenta (caldari).

### Altres construccions
A la part nord, el centre de la façana l'ocupava una font monumental; envoltant les termes hi havia unes galeries o pòrtics, de les quals la del nord era ocupada per dos gimnasos.

### El subsòl
El soterrani de l'edifici és compost per un conjunt de cellers i de galeries amb volta fetes amb petits còdols i bastides amb morter. És constituït de cambres de servei reservades al personal. S'hi pot veure la conducció que permetia el buidatge de la piscina del frigidari.

## Circuit de l'aigua
L'aigua era dirigida per l'aqüeducte d'Arcueil des d'una font al sud de París.
L'evacuació de les aigües usades es feia per una claveguera que envoltava les termes i es llançava dins un col·lector general situat sota l'actual Boulevard Saint-Michel.